# Ars amandi
Ars amandi je pesniška zbirka Matjaža Kocbeka. Zbirka je izšla leta 1992 pri založbi Mladinska knjiga.

## Vsebina
Naslov za pesniško zbriko si je avtor sposodil pri Ovidovi zbirki ljubezenskih poezij. Delo predstavlja mejnik v Kocbekovem pesniškem dvogovoru s svetom. Prej je bil svet sestavljen iz podob, ki so jih tvorile olupljene, gole in nebogljene besede, zdaj se je vse obrnilo k ljubljeni osebi.
Kocbekova ljubezenska poezija je zaznamovana z raziskovanje paradoksalne dvojnosti bivanja v druge in bivanja za drugega. Pesnik sebe čuti kot bitje s številnimi življenji, vlogami in nalogami v svetu, ki se je skrčil le nekaj bistvenih točk, med katere je razpeta avtorjeva zavest. 